# Schwantesia constanceae
Schwantesia constanceae är en isörtsväxtart som beskrevs av N.F.A. Zimmermann. Schwantesia constanceae ingår i släktet Schwantesia och familjen isörtsväxter. Inga underarter finns listade i Catalogue of Life.